# Tomáš Rosický
Tomáš Rosický (Praga, 4 ottobre 1980) è un dirigente sportivo ed ex calciatore ceco, di ruolo centrocampista, attuale direttore sportivo dello Sparta Praga.
Ha legato la sua carriera ai colori dell'Arsenal, squadra in cui ha militato per dieci anni; a livello di club, ha conquistato due campionati cechi con lo Sparta Praga, una Bundesliga con il Borussia Dortmund e due FA cup tra le file degli inglesi. A livello individuale è stato eletto calciatore ceco dell'anno nel 2001, nel 2002 e nel 2006, oltre ad aver vinto lo Zlaty Mic (il pallone d'oro ceco) nel 2002.
Con la nazionale ceca, di cui è terzo per numero di presenze totali e quarto per goal segnati e di cui è stato capitano dal 2006 fino al ritiro, ha preso parte a quattro edizioni del Campionato Europeo e al Mondiale del 2006 raggiungendo come miglior risultato le semifinali dell'Europeo del 2004.
Con 83 partite disputate, è il secondo giocatore ceco per numero di presenze in UEFA Champions League, alle spalle di Petr Cech, ed il quinto giocatore ceco più presente nelle competizioni europee, con 93 apparizioni tra Champions League ed Europa League.
Considerato uno dei migliori calciatori cechi di tutti i tempi, su basi puramente statistiche è il 2º miglior calciatore ceco del decennio (1993-2003) secondo la rivista ceca Mladá fronta DNES e il 6º miglior calciatore ceco del decennio (2000-2010) secondo la rivista ceca Lidové noviny.

## Biografia
Suo fratello Jiří (1977) e suo padre, Jiří sr., sono stati anch'essi calciatori tra le file dello Sparta Praga; la madre Eva è stata una giocatrice professionista di tennis da tavolo.

## Caratteristiche tecniche
È un centrocampista offensivo in grado di ricoprire anche le posizioni di ala destra e regista.
Giocatore di qualità, era in possesso di straordinarie doti tecniche e balistiche e di una visione totale del campo; nonostante l'ampio bagaglio tecnico comprendente finte, controlli orientati e tocchi di suola ed esterno che gli consentiva di saltare facilmente il diretto marcatore con il dribbling, ha basato la sua intera carriera su un gioco spiccatamente associativo, spesso cercando l'assist piuttosto che la soluzione personale.
L'elevata precisione dei suoi lanci smarcanti e dei suoi filtranti (spesso eseguiti con l'esterno del piede, mossa che negli anni è diventata il suo marchio di fabbrica), uniti ad una grande intelligenza calcistica e ad una grande rapidità di pensiero ne hanno fatto uno dei migliori creatori di gioco dei primi anni 2000; descritto inizialmente come un trequartista verticale dal suo allenatore Arsene Wenger, complici i numerosi infortuni e un conseguente calo fisico negli anni è maturato nella gestione dei tempi di gioco trasformandosi in un vero e proprio regista a tutti gli effetti.
Nonostante fosse un giocatore principalmente offensivo, la notevole intelligenza tattica e una grande abnegazione in fase di non possesso lo rendevano utile in entrambe le fasi di gioco.
La grande fantasia ed eleganza che contraddistinguevano il suo gioco, unito ad un fisico esile, gli hanno fatto guadagnare l'appellativo di "Piccolo Mozart".
Descritto all'inizio della carriera come uno dei più promettenti centrocampisti europei, i numerosi e ripetuti infortuni (in dieci anni di militanza all'Arsenal è riuscito solamente una volta a totalizzare più di 20 presenze da titolare annuali) ne hanno condizionato pesantemente il rendimento fino al momento del ritiro.

## Carriera

### Club

#### Sparta Praga
Dopo una trafila lunga 10 anni nel settore giovanile dello Sparta Praga, esordisce in prima squadra nella stagione 98/99, sebbene nel primo anno scenda in campo solo 3 volte; a fine anno lo Sparta vince il campionato nazionale, e Rosicky può quindi fregiarsi del suo primo trofeo in carriera. A partire dall'anno successivo viene promosso titolare e fa il suo esordio in Champions League; conclude la stagione totalizzando 38 presenze complessive di cui 24 in campionato, condite da 5 goal, e 12 nella massima competizione europea, condite da 2 goal; a fine anno si aggiudica il suo secondo campionato ceco e viene eletto Miglior Giovane del campionato, grazie ai numerosi assist recapitati a Vratislav Lokvenc, laureatosi capocannoniere del torneo.
Il 12 settembre 2000, nella fase a gironi della Champions League 2000-2001, l'ultima stagione con il club della sua città, segna un goal memorabile contro l'Arsenal, sua futura squadra, tramite uno slalom in mezzo a tre avversari prima di trafiggere il portiere avversario con un potente tiro da fuori area. Le buone prestazioni offerte in campo internazionale convincono gli osservatori del Borussia Dortmund a puntare su di lui e ad acquistarlo nel mercato invernale; lascia così lo Sparta Praga dopo 13 anni e mezzo tra giovanili e prima squadra, con due titoli nazionali vinti e un totale di 41 presenze e 8 goal in campionato e 20 presenze con 4 goal nelle competizioni europee.

#### Borussia Dortmund

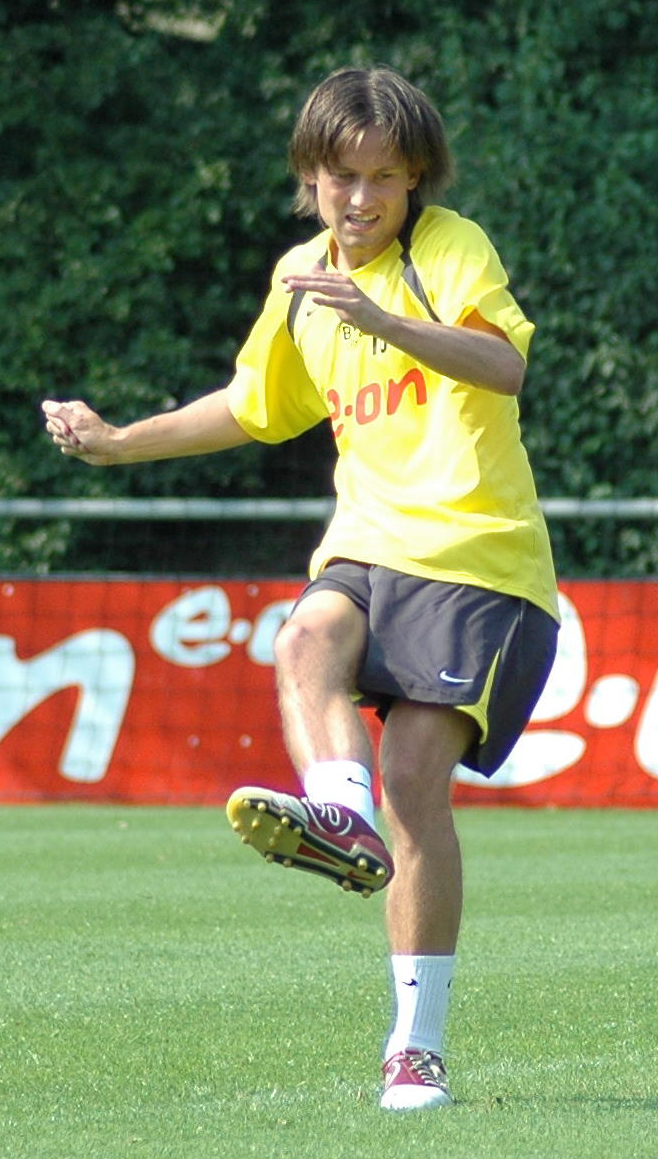
Rosický in allenamento con il nel 2006.

Il 9 gennaio 2001 il Borussia Dortmund ufficializza l'acquisto di Rosicky per l'allora cifra record di 13 milioni di euro, rendendolo in quel momento sia il giocatore ceco più costoso di sempre, sia il giocatore non tedesco più costoso della storia della Bundesliga. Nonostante un ambientamento difficoltoso, nella seconda stagione in giallonero il tecnico Matthias Sammer gli affida le redini della squadra, venendo ripagato da Rosicky con una stagione sontuosa che lo vede protagonista, assieme al connazionale Jan Koller e al capocannoniere del torneo Marcio Amoroso, della vittoria del titolo nazionale, il sesto della storia del club, dopo una clamorosa rimonta sui rivali del Bayer Leverkusen di Michael Ballack e sui campioni d'Europa in carica del Bayern Monaco; il ruolo di Rosicky è determinante anche nel cammino europeo della squadra di Dortmund, che raggiunge la finale di Coppa UEFA venendo però sconfitta per 3-2 dagli olandesi del Feyenoord. Conclude la stagione 2001/2002 totalizzando 49 presenze e 6 goal, di cui 30 presenze e 5 goal in campionato, e vincendo il premio di giocatore ceco dell'anno succedendo a Pavel Nedved; ad oggi è ancora il più giovane giocatore ad aver conquistato tale nomina, raggiungendo il traguardo a soli 20 anni.
La stagione seguente si rivela avida di soddisfazioni di squadra, che viene eliminata alla fase a gironi della Champions League e conclude il campionato in terza posizione, alle spalle di Bayern Monaco e Stoccarda, oltre a venire sconfitta in finale di coppa di lega per 3-2 dall'Amburgo. A livello individuale la stagione è molto buona per Rosicky, che realizza 20 assist stagionali e si aggiudica per il secondo anno consecutivo il premio di calciatore ceco dell'anno; totalizza a fine anno 39 presenze, di cui 30 in campionato, condite da 6 goal, di cui 4 in campionato. La stagione 2003-2004 si rivela particolarmente tormentata dal punto di vista degli infortuni: Rosicky, ormai leader a tutti gli effetti dei gialloneri dopo la cessione di Jens Lehmann all'Arsenal e Marcio Amoroso al Malaga, salta interamente la prima parte di stagione; a fine anno saranno solamente 19 le presenze in campionato, condite da due goal. L'annata si conclude con un deludente sesto posto che porta l'allenatore Sammer a rassegnare le proprie dimissioni, ed una prematura uscita dalle coppe europee.
Nelle successive due stagioni il club va incontro a posizionamenti in campionato ancora più deludenti, rischiando addirittura la retrocessione nella stagione 2005/2006 e concludendo con due settimi posti consecutivi; fondamentale è l'apporto di Rosicky nelle sfide decisive al termine del campionato 2005/2006, dove mette a referto una doppietta nella sfida vinta per 4-2 sull'Amburgo ed un goal su punizione contro l'Hannover 96 che consente alla sua squadra di vincere l'incontro per 2-1. I cattivi risultati sportivi acuiscono la crisi economica del club, già in corso da qualche anno, costringendo la dirigenza a vendere o a non rinnovare i pezzi pregiati della rosa, tra cui proprio Koller e Rosicky.
Lascia il Borussia Dortmund a 26 anni, al termine della stagione 2005/2006, dopo 5 anni e mezzo di permanenza in Germania; in totale col club della Vestfalia ha totalizzato 189 presenze tra tutte le competizioni condite da 24 goal, vincendo un titolo di campione di Germania.

#### Arsenal
Il 23 maggio 2006 viene ufficializzato il suo trasferimento ai londinesi dell'Arsenal, per una cifra non resa nota. Rosicky raggiunge quindi l'ex compagno Jens Lehmann con il difficile compito di sostituire il partente Robert Pires, bandiera dei gunners e colonna portante della squadra vincitrice del campionato 2003/2004 concluso senza mai incassare una sconfitta. Rosicky sceglie di indossare la maglia numero 7, appena lasciata libera proprio dal nazionale francese.
Il debutto con la nuova maglia avviene l'8 agosto 2006, in una vittoria per 3-0 sulla Dinamo Zagabria nella fase eliminatoria della Champions League; nella stessa competizione segna anche il suo primo goal da giocatore dei gunners, nella vittoria sui tedeschi dell'Amburgo per 2-1 del 13 settembre 2006, tramite un potente destro da fuori area. Il 6 gennaio 2007 segna in casa del Liverpool una doppietta decisiva per la vittoria di 3-1 sui rivali e per il passaggio del turno di FA cup, tramite due goal di pregevole fattura, di cui uno con un tiro al volo su assist di Hleb ed uno dopo un'azione solitaria in cui salta numerosi avversari. A febbraio si laurea calciatore ceco dell'anno, a distanza di 4 anni dall'ultima volta; nello stesso mese arriva anche la prima marcatura in premier league, nella vittoria contro il Wigan, a cui faranno seguito i goal nelle vittorie su Bolton e Manchester City. Conclude la sua prima stagione all'Arsenal con 37 presenze e 6 goal in tutte le competizioni.
La stagione 2007-2008 comincia per Rosicky nel migliore dei modi, con un goal il 29 agosto nelle qualificazioni di Champions League contro la sua ex-squadra, lo Sparta Praga; il primo goal stagionale in campionato arriva invece poco dopo, nella vittoria casalinga per 3-1 sul Portsmuth. La prima parte di campionato si rivela prolifica per Rosicky: sviluppa un'ottima intesa con i compagni di reparto Theo Walcott e Cesc Fabregas, arrivando a segnare 5 goal solo nel girone di andata (contro Bolton, Wigan, Middlesbrough ed Everton). Segna il suo ultimo goal stagionale il 19 gennaio 2008, nella vittoria per 0-3 sul Fulham, con un pregevole inserimento nell'area di rigore avversaria su un cross del compagno Eduardo. Nel gennaio 2008, durante un match di FA Cup contro il Newcastle, si infortuna al tendine rotuleo e conclude anzitempo la stagione, totalizzando così uno score complessivo di 6 goal in 18 di partite di campionato e 1 goal in 5 partite di Champions League.
Il recupero dall'infortunio si rivela più difficile del previsto e costringe Rosicky a due interventi chirurgici, facendogli perdere sia l'Europeo del 2008 sia l'intera stagione 2008-2009.
Dopo 20 mesi di assenza dai campi, torna sul rettangolo verde il 12 settembre 2009, esordendo con un goal ed un assist per Robin van Persie nella sconfitta esterna per 4-2 col Manchester City. Le buone prestazioni offerte dopo il lungo infortunio convincono il tecnico Arsene Wenger, suo grande estimatore, a rinnovargli il contratto; Rosicky ripaga fiducia del manager francese segnando due goal, contro Everton e Bolton, quest'ultimo con un pregevole destro dai 20 metri e che darà il via alla rimonta dell'Arsenal dopo uno svantaggio iniziale di due goal. Nonostante qualche acciacco fisico, la stagione è buona per Rosicky che riesce a ritrovare continuità totalizzando 25 presenze in campionato e 33 complessive, con 3 goal segnati.
La stagione 2010-2011 vede Rosicky impiegato perlopiù a gara in corso, complici diversi piccoli infortuni che gli impediscono di raggiungere la forma ottimale e la concorrenza dei nuovi innesti Samir Nasri (arrivato l'anno prima) e Jack Wilshere; conclude l'annata con 34 presenze complessive, di cui 21 in campionato (ma solo 8 da titolare) ed un solo goal, nel pareggio per 1-1 in FA cup contro il Leyton Orient. Il 20 febbraio 2011 gioca da titolare la finale di Carling Cup persa per 2-1 contro il Birmingham City, giocando tutti e 90 i minuti.
La stagione 2011-2012 inizia male per Rosicky, che salta per vari infortuni quasi tutta la prima parte di stagione; risolti i problemi fisici, si riprende il posto in squadra, inizialmente da subentrante e da febbraio in poi da titolare in pianta stabile. Realizza il primo goal stagionale a fine febbraio, nella rimonta conclusasi 5-2 sul Tottenham: Rosicky segna il goal del sorpasso, dopo un inizio di partita disastroso che ha visto i rivali avanti 2-0 dopo pochi minuti. Ad inizio marzo torna al goal in Champions League dopo più di 3 anni dall'ultima volta, nel ritorno degli ottavi di finale vinto 3-0 sul Milan. Rosicky, a detta del tecnico Arsene Wenger, gioca una delle migliori partite della sua carriera, segnando il goal del 2-0 ed esibendosi in giocate raffinate; tuttavia il risultato non basta per ribaltare il 4-0 subito all'andata, e l'Arsenal esce prematuramente dalla competizione. Il 12 maggio 2012, a seguito delle ottime prestazioni fornite dal suo ritorno in squadra, rinnova il suo contratto con i gunners per altre due stagioni. Conclude la stagione in crescendo, con 3 assist nelle ultime 5 partite di campionato, totalizzando 38 presenze complessive (28 in campionato) e due goal.
A seguito di un infortunio al tendine d'achille rimediato ad Euro 2012, nella partita vinta per 2-1 contro la Grecia del 12 giugno, è costretto ad una nuova operazione chirurgica che ne compromette l'utilizzo per la prima parte di stagione; delle successive ricadute ed un infortunio al polpaccio non gli consentono di ritrovare la condizione fisica ottimale, consentendogli di scendere in campo regolarmente solo nell'ultima parte di stagione e facendogli totalizzare solamente 16 presenze complessive (10 in Premier League, di cui 7 da titolare) condite da 3 goal. Ciononostante non demerita quando chiamato in causa, riuscendo anche a segnare una doppietta nell'ottima prestazione conclusasi con la vittoria per 3-2 sul campo del West Bromwich ad inizio aprile. Dopo un inizio di stagione difficile, l'Arsenal, grazie anche al fondamentale apporto di Rosicky, riesce a centrare il quarto posto in campionato, valevole per la qualificazione in Champions League per l'anno successivo.
La stagione 2013-2014 vede Rosicky scendere in campo con maggior regolarità, nonostante alcuni piccoli infortuni e la forte concorrenza dei nuovi acquisti Santi Cazorla e Mesut Ozil. Segna un goal memorabile, il primo stagionale, il 4 gennaio 2014, nel derby di FA Cup contro il Tottenham: dopo aver sradicato la palla dai piedi del difensore avversario sulla linea di centrocampo, si invola verso la porta avversaria palla al piede per poi battere il portiere con un pallonetto. La settimana successiva, durante la partita casalinga contro l'Aston Villa, si rompe il naso in uno scontro con l'attaccante avversario Gabriel Agbonlahor, dovendo ricorrere quindi ad un intervento chirurgico. A fine febbraio va nuovamente a segno nella partita vinta 2-1 sul Sunderland, dando il via e successivamente finalizzando una splendida azione corale che ha visto coinvolti tutti i giocatori offensivi della squadra. Il 4 marzo viene ufficializzato che Rosicky ha prolungato di un ulteriore anno il suo contratto, in scadenza a fine stagione; nella stessa settimana, nel derby in trasferta sul campo dei rivali del Tottenham segna uno dei goal più iconici della sua carriera, con un potente tiro di esterno destro da fuori area. A fine stagione vince il suo primo titolo con i londinesi dopo 8 anni dal suo arrivo: l'Arsenal batte per 3-2 l'Hull City nella finale della FA Cup 2013-2014, aggiudicandosi così il trofeo; Rosicky sostituisce Cazorla nel finale del secondo tempo supplementare. Conclude la stagione totalizzando 39 presenze complessive, di cui 27 in campionato, e 3 goal.
La stagione 2014-2015 si apre il 10 agosto 2014 con la vittoria della Community Shield per 3-0 sul Manchester city; Rosicky sostituisce il compagno Cazorla a 20 minuti dalla fine, a risultato già acquisito. Nonostante la stagione sia buona per la squadra, che si piazza al terzo posto in campionato, non lo è a livello individuale per Rosicky, che fatica a trovare spazio tra i titolari nonostante una buona condizione fisica; alla fine dell'annata sportiva totalizza 15 presenze in campionato (5 da titolare) condite da due goal, nelle vittorie contro QPR ed Everton, e 24 presenze complessive, con tre goal. Il 29 maggio 2015 vince la sua seconda FA Cup consecutiva, sebbene non scenda in campo nella finale.
La stagione 2015/2016 si rivela ancora sfortunatissima per Rosicky, che viene costretto ad un'operazione chirurgica al ginocchio in seguito ad un infortunio rimediato nella partita di qualificazione ad Euro 2016 Islanda-Repubblica Ceca, persa dalla sua squadra per 2-1, rimanendo così fuori dai campi di gioco per 8 mesi. Fa il suo debutto stagionale in quella che sarà anche la sua ultima presenza con la maglia dell'Arsenal il 30 gennaio 2016, subentrando nella partita di FA Cup vinta 2-1 sul Burnley ed infortunandosi nuovamente a pochi minuti dal suo ingresso in campo. Conclude così anzitempo la stagione, non riuscendo più a scendere in campo e totalizzando quindi una sola presenza stagionale (0 in campionato). Il 15 maggio, al termine della partita vinta 4-0 sull'Aston Villa, Rosicky riceve la guardia d'onore, accompagnato dai compagni di squadra che decidono di omaggiarlo vestendo la sua maglia numero 7, e la standing ovation dei fan, in segno di ringraziamento per i 10 anni trascorsi con il club della capitale.
Lascia così l'Arsenal a 36 anni, dopo 10 anni di militanza, nei quali ha totalizzato 247 presenze complessive (170 in campionato) condite da 28 goal (21 in campionato), e tre titoli vinti (due FA Cup ed una Community Shield).

#### Ritorno allo Sparta Praga
Il 30 agosto 2016 annuncia il suo ritorno allo Sparta Praga dopo 15 anni, con un contratto biennale. Nella prima stagione del ritorno in patria esordisce e gioca solo 19 minuti contro il Mladá Boleslav, prima di rompersi il tendine d'Achille e saltare tutta l'annata. Il 10 settembre 2017 torna in campo da titolare e capitano contro il Karviná, trovando subito il gol dopo 17 minuti; durante la stagione, nonostante piccoli acciacchi fisici, trova il campo con più continuità, accumulando 11 presenze complessive, di cui quattro da titolare.
Al termine della stagione 2017/2018 si ritira dal calcio giocato, a seguito dei continui infortuni che non gli permettono di allenarsi con continuità; lascia per la seconda volta il club dopo 12 apparizioni ed un goal in due stagioni.

### Nazionale
Convocato dal CT Jozef Chovanec, Rosický fa il suo debutto ufficiale in nazionale maggiore il 23 febbraio 2000, all'età di 19 anni e 4 mesi, venendo schierato titolare per la prima volta in una partita amichevole disputata a Dublino e persa 3-2 contro l'Irlanda; così facendo, all'epoca dell'esordio risultò essere il secondo giocatore più giovane ad aver mai indossato la maglia della nazionale, alle spalle del solo Jan Polak. Entra subito in pianta stabile nei convocati, partecipando ad Euro 2000, in cui esordisce l'11 giugno in occasione della sconfitta per 1-0 contro l'Olanda, a causa della squalifica del compagno Patrik Berger; tuttavia la nazionale ceca, inserita in un girone con Danimarca ed i futuri campioni della Francia, esce al primo turno. Rosicky conclude la sua prima grande rassegna continentale con due presenze ed il record, imbattuto, di giocatore più giovane ad aver rappresentato la Repubblica Ceca nella fase finale di un Europeo.
Le partite di qualificazione ai Mondiali 2002 lo vedono scendere in campo regolarmente; in una di queste, il 10 giugno 2001, segna i suoi primi due goal in campo internazionale, contribuendo alla vittoria per 6-0 sulla Bulgaria. Al termine delle qualificazioni, la Repubblica Ceca si trova al secondo posto nel Gruppo 3 dietro alla Danimarca, posizione che le consente di giocarsi l'accesso alla fase finale passando attraverso dei play-off contro il Belgio, arrivato secondo nel Gruppo 6. Nonostante i cechi arrivino al doppio confronto col favore dei pronostici, perdono entrambi i match col risultato di 1-0 venendo così estromessi dalla competizione. Rosicky salta per squalifica il match di andata, ma è presente nella gara di ritorno decisa dal rigore di Marc Wilmots allo scadere dei tempi regolamentari.
Ad Euro 2004 la Repubblica Ceca si presenta con una rosa di alto livello, potendo contare su un nutrito gruppo di giocatori tesserati tra i migliori club d'Europa: erano infatti presenti in squadra Petr Cech (portiere del Chelsea), i difensori Ujfalusi (Fiorentina), Jankulovski (Milan), Grygera e Galasek (entrambi Ajax), i centrocampisti Smicer (Liverpool), Poborsky (Lazio), Plasil (Monaco), il pallone d'oro 2003 Pavel Nedved ed i due attaccanti Milan Baros (Liverpool), poi capocannoniere del torneo, e Jan Koller (Borussia Dortmund), quest'ultimo compagno di squadra proprio di Rosicky. Nonostante un ottimo europeo, i sogni cechi si infrangono in semifinale contro la sorpresa Grecia, che vincerà per 1-0 al termine dei tempi supplementari e che da lì a poco si laureerà campione d'Europa per la prima volta nella propria storia. Rosicky conclude la rassegna europea senza trovare ne il goal ne l'assist, nonostante alcune prestazioni dominanti ed il suo ruolo chiave nel gioco della squadra.
Gioca un ruolo chiave nelle qualificazioni al Mondiale del 2006, segnando 6 goal in 10 partite; la Repubblica Ceca arriva seconda in un gruppo di qualificazione molto combattuto, alle spalle dell'Olanda, guadagnandosi il diritto di partecipare ai Playoff di qualificazione contro la Norvegia. I cechi vincono entrambe le partite per 1-0, con Rosicky che segna il decisivo goal-qualificazione nella partita di ritorno spingendo in rete un pallone deviato dal capitano norvegese Riise sul tentativo di Milan Baros. La Repubblica Ceca guadagna così l'accesso alla fase finale di un mondiale per la prima volta nella propria storia, e che ad oggi rimane l'unica partecipazione della nazionale alla rassegna iridata.
Al Mondiale del 2006 la Repubblica Ceca si trova inserita nel girone E, comprendente i futuri campioni dell'Italia, Ghana e USA; nonostante un ottimo esordio per 3-0 contro gli Stati Uniti, con Rosicky che firma una doppietta realizzando il secondo goal con un potente destro da 30 metri, i cechi perdono entrambi i match successivi per 2-0 terminando la kermesse al terzo posto del girone eliminatorio. La prematura sconfitta al campionato mondiale chiude definitivamente un ciclo per la nazionale ceca, con il ritiro di tre giocatori simbolo come Smicer, Poborsky e Nedved, e quello che arriverà a breve di Koller; di conseguenza Rosicky eredita la fascia di capitano della nazionale, ruolo che manterrà fino al ritiro.
Un infortunio al ginocchio lo costringe a saltare prima l'ultima parte delle qualificazioni all'Europeo del 2008, e poi lo stesso Europeo; riappare con la maglia della nazionale il 9 settembre 2009, in un match di qualificazione al Mondiale del 2010 contro San Marino, dopo più di 20 mesi dall'ultima volta.
Mancata la qualificazione al mondiale, Rosicky gioca le gare di qualificazione che vedono la sua nazionale guadagnarsi il posto per Euro 2012; nella seconda partita del girone, una vittoria per 2-1 sulla Grecia, si rompe il tendine d'achille concludendo così la competizione in anticipo.
Rosicky annuncia il suo abbandono alla nazionale al termine di Euro 2016, ritirandosi dai match internazionali col singolare record di essere contemporaneamente sia il più giovane che il più anziano giocatore ad aver rappresentato la Repubblica Ceca ad un Campionato Europeo di Calcio.

## Statistiche

### Presenze e reti nei club
Statistiche aggiornate al 29 ottobre 2017.
| Stagione                 | Squadra                  | Campionato               | Campionato | Campionato | Coppa nazionale | Coppa nazionale | Coppa nazionale | Coppe continentali | Coppe continentali | Coppe continentali | Altre coppe | Altre coppe | Altre coppe | Totale | Totale |
| Stagione                 | Squadra                  | Comp                     | Pres       | Reti       | Comp            | Pres            | Reti            | Comp               | Pres               | Reti               | Comp        | Pres        | Reti        | Pres   | Reti   |
| ------------------------ | ------------------------ | ------------------------ | ---------- | ---------- | --------------- | --------------- | --------------- | ------------------ | ------------------ | ------------------ | ----------- | ----------- | ----------- | ------ | ------ |
| 1998-1999                | Sparta Praga             | 1L                       | 3          | 0          | CC              | 2               | 0               | UCL                | 0                  | 0                  | -           | -           | -           | 5      | 0      |
| 1999-2000                | Sparta Praga             | 1L                       | 24         | 5          | CC              | 2               | 1               | UCL                | 12                 | 2                  | -           | -           | -           | 38     | 8      |
| 2000-gen. 2001           | Sparta Praga             | 1L                       | 14         | 3          | CC              | 2               | 0               | UCL                | 8                  | 2                  | -           | -           | -           | 24     | 5      |
| gen.-giu. 2001           | Borussia Dortmund        | BL                       | 15         | 0          | CG              | -               | -               | -                  | -                  | -                  | -           | -           | -           | 15     | 0      |
| 2001-2002                | Borussia Dortmund        | BL                       | 30         | 5          | CG              | 1               | 0               | UCL+CU             | 8+8                | 1+0                | CdL         | 2           | 0           | 49     | 6      |
| 2002-2003                | Borussia Dortmund        | BL                       | 30         | 4          | CG              | 1               | 0               | UCL                | 7                  | 2                  | CdL         | 1           | 0           | 39     | 6      |
| 2003-2004                | Borussia Dortmund        | BL                       | 19         | 2          | CG              | 1               | 0               | UCL+CU             | 2+2                | 0                  | CdL         | 3           | 1           | 27     | 3      |
| 2004-2005                | Borussia Dortmund        | BL                       | 27         | 4          | CG              | 2               | 0               | -                  | -                  | -                  | -           | -           | -           | 29     | 4      |
| 2005-2006                | Borussia Dortmund        | BL                       | 28         | 5          | CG              | 0               | 0               | Int                | 2                  | 0                  | -           | -           | -           | 28     | 5      |
| Totale Borussia Dortmund | Totale Borussia Dortmund | Totale Borussia Dortmund | 149        | 20         |                 | 5               | 0               |                    | 29                 | 3                  |             | 6           | 1           | 189    | 24     |
| 2006-2007                | Arsenal                  | PL                       | 26         | 3          | FACup+CdL       | 4+1             | 2+0             | UCL                | 6                  | 1                  | -           | -           | -           | 37     | 6      |
| 2007-2008                | Arsenal                  | PL                       | 18         | 6          | FACup+CdL       | 1+0             | 0               | UCL                | 5                  | 1                  | -           | -           | -           | 24     | 7      |
| 2008-2009                | Arsenal                  | PL                       | 0          | 0          | FACup+CdL       | 0               | 0               | UCL                | 0                  | 0                  | -           | -           | -           | 0      | 0      |
| 2009-2010                | Arsenal                  | PL                       | 25         | 3          | FACup+CdL       | 0+1             | 0               | UCL                | 7                  | 0                  | -           | -           | -           | 33     | 3      |
| 2010-2011                | Arsenal                  | PL                       | 21         | 0          | FACup+CdL       | 5+3             | 1+0             | UCL                | 5                  | 0                  | -           | -           | -           | 34     | 1      |
| 2011-2012                | Arsenal                  | PL                       | 28         | 1          | FACup+CdL       | 2+0             | 0               | UCL                | 8                  | 1                  | -           | -           | -           | 38     | 2      |
| 2012-2013                | Arsenal                  | PL                       | 10         | 2          | FACup+CdL       | 2+1             | 0               | UCL                | 3                  | 1                  | -           | -           | -           | 16     | 3      |
| 2013-2014                | Arsenal                  | PL                       | 27         | 2          | FACup+CdL       | 3+1             | 1+0             | UCL                | 8                  | 0                  | -           | -           | -           | 39     | 3      |
| 2014-2015                | Arsenal                  | PL                       | 15         | 2          | FACup+CdL       | 3+1             | 1+0             | UCL                | 4                  | 0                  | CS          | 1           | 0           | 24     | 3      |
| 2015-2016                | Arsenal                  | PL                       | 0          | 0          | FACup+CdL       | 1+0             | 0               | UCL                | 0                  | 0                  | CS          | 0           | 0           | 1      | 0      |
| Totale Arsenal           | Totale Arsenal           | Totale Arsenal           | 170        | 19         |                 | 30              | 5               |                    | 46                 | 4                  |             | 1           | 0           | 247    | 28     |
| 2016-2017                | Sparta Praga             | 1L                       | 1          | 0          | CC              | 0               | 0               | UEL                | 0                  | 0                  | -           | -           | -           | 1      | 0      |
| 2017-2018                | Sparta Praga             | 1L                       | 10         | 1          | CC              | 0               | 0               | UEL                | 1                  | 0                  | -           | -           | -           | 11     | 1      |
| Totale Sparta Praga      | Totale Sparta Praga      | Totale Sparta Praga      | 52         | 9          |                 | 6               | 1               |                    | 21                 | 4                  |             | -           | -           | 79     | 14     |
| Totale carriera          | Totale carriera          | Totale carriera          | 371        | 48         |                 | 41              | 6               |                    | 96                 | 11                 |             | 7           | 1           | 515    | 66     |

### Cronologia presenze e reti in nazionale
| Cronologia completa delle presenze e delle reti in nazionale ― Rep. Ceca | Cronologia completa delle presenze e delle reti in nazionale ― Rep. Ceca | Cronologia completa delle presenze e delle reti in nazionale ― Rep. Ceca | Cronologia completa delle presenze e delle reti in nazionale ― Rep. Ceca | Cronologia completa delle presenze e delle reti in nazionale ― Rep. Ceca | Cronologia completa delle presenze e delle reti in nazionale ― Rep. Ceca | Cronologia completa delle presenze e delle reti in nazionale ― Rep. Ceca | Cronologia completa delle presenze e delle reti in nazionale ― Rep. Ceca |
| Data                                                                     | Città                                                                    | In casa                                                                  | Risultato                                                                | Ospiti                                                                   | Competizione                                                             | Reti                                                                     | Note                                                                     |
| ------------------------------------------------------------------------ | ------------------------------------------------------------------------ | ------------------------------------------------------------------------ | ------------------------------------------------------------------------ | ------------------------------------------------------------------------ | ------------------------------------------------------------------------ | ------------------------------------------------------------------------ | ------------------------------------------------------------------------ |
| 23-2-2000                                                                | Dublino                                                                  | Irlanda                                                                  | 3 – 2                                                                    | Rep. Ceca                                                                | Amichevole                                                               | -                                                                        |                                                                          |
| 29-3-2000                                                                | Teplice                                                                  | Rep. Ceca                                                                | 3 – 1                                                                    | Australia                                                                | Amichevole                                                               | -                                                                        |                                                                          |
| 26-4-2000                                                                | Praga                                                                    | Rep. Ceca                                                                | 4 – 1                                                                    | Israele                                                                  | Amichevole                                                               | -                                                                        |                                                                          |
| 3-6-2000                                                                 | Norimberga                                                               | Germania                                                                 | 3 – 2                                                                    | Rep. Ceca                                                                | Amichevole                                                               | -                                                                        |                                                                          |
| 11-6-2000                                                                | Amsterdam                                                                | Paesi Bassi                                                              | 1 – 0                                                                    | Rep. Ceca                                                                | Euro 2000 - 1º turno                                                     | -                                                                        |                                                                          |
| 16-6-2000                                                                | Bruges                                                                   | Rep. Ceca                                                                | 1 – 2                                                                    | Francia                                                                  | Euro 2000 - 1º turno                                                     | -                                                                        |                                                                          |
| 2-9-2000                                                                 | Sofia                                                                    | Bulgaria                                                                 | 0 – 1                                                                    | Rep. Ceca                                                                | Qual. Mondiali 2002                                                      | -                                                                        |                                                                          |
| 7-10-2000                                                                | Teplice                                                                  | Rep. Ceca                                                                | 4 – 0                                                                    | Islanda                                                                  | Qual. Mondiali 2002                                                      | -                                                                        |                                                                          |
| 28-2-2001                                                                | Skopje                                                                   | Macedonia                                                                | 1 – 1                                                                    | Rep. Ceca                                                                | Amichevole                                                               | -                                                                        |                                                                          |
| 24-3-2001                                                                | Belfast                                                                  | Irlanda del Nord                                                         | 0 – 1                                                                    | Rep. Ceca                                                                | Qual. Mondiali 2002                                                      | -                                                                        |                                                                          |
| 28-3-2001                                                                | Praga                                                                    | Rep. Ceca                                                                | 0 – 0                                                                    | Danimarca                                                                | Qual. Mondiali 2002                                                      | -                                                                        |                                                                          |
| 25-4-2001                                                                | Praga                                                                    | Rep. Ceca                                                                | 1 – 1                                                                    | Belgio                                                                   | Amichevole                                                               | -                                                                        |                                                                          |
| 6-6-2001                                                                 | Teplice                                                                  | Rep. Ceca                                                                | 3 – 1                                                                    | Irlanda del Nord                                                         | Qual. Mondiali 2002                                                      | -                                                                        |                                                                          |
| 15-8-2001                                                                | Praga                                                                    | Rep. Ceca                                                                | 5 – 0                                                                    | Corea del Sud                                                            | Amichevole                                                               | -                                                                        |                                                                          |
| 1-9-2001                                                                 | Reykjavík                                                                | Islanda                                                                  | 3 – 1                                                                    | Rep. Ceca                                                                | Qual. Mondiali 2002                                                      | -                                                                        |                                                                          |
| 5-9-2001                                                                 | Teplice                                                                  | Rep. Ceca                                                                | 3 – 2                                                                    | Malta                                                                    | Qual. Mondiali 2002                                                      | -                                                                        |                                                                          |
| 6-10-2001                                                                | Praga                                                                    | Rep. Ceca                                                                | 6 – 0                                                                    | Bulgaria                                                                 | Qual. Mondiali 2002                                                      | 2                                                                        |                                                                          |
| 14-11-2001                                                               | Praga                                                                    | Rep. Ceca                                                                | 0 – 1                                                                    | Belgio                                                                   | Qual. Mondiali 2002                                                      | -                                                                        |                                                                          |
| 27-3-2002                                                                | Cardiff                                                                  | Galles                                                                   | 0 – 0                                                                    | Rep. Ceca                                                                | Amichevole                                                               | -                                                                        |                                                                          |
| 18-5-2002                                                                | Praga                                                                    | Rep. Ceca                                                                | 1 – 0                                                                    | Italia                                                                   | Amichevole                                                               | -                                                                        |                                                                          |
| 21-8-2002                                                                | Olomouc                                                                  | Rep. Ceca                                                                | 4 – 1                                                                    | Slovenia                                                                 | Amichevole                                                               | 2                                                                        |                                                                          |
| 6-9-2002                                                                 | Praga                                                                    | Rep. Ceca                                                                | 5 – 0                                                                    | Jugoslavia                                                               | Amichevole                                                               | -                                                                        |                                                                          |
| 12-10-2002                                                               | Chișinău                                                                 | Moldavia                                                                 | 0 – 2                                                                    | Rep. Ceca                                                                | Qual. Euro 2004                                                          | 1                                                                        |                                                                          |
| 16-10-2002                                                               | Teplice                                                                  | Rep. Ceca                                                                | 2 – 0                                                                    | Bielorussia                                                              | Qual. Euro 2004                                                          | -                                                                        |                                                                          |
| 12-2-2003                                                                | Parigi                                                                   | Francia                                                                  | 0 – 2                                                                    | Rep. Ceca                                                                | Amichevole                                                               | -                                                                        |                                                                          |
| 29-3-2003                                                                | Rotterdam                                                                | Paesi Bassi                                                              | 1 – 1                                                                    | Rep. Ceca                                                                | Qual. Euro 2004                                                          | -                                                                        |                                                                          |
| 2-4-2003                                                                 | Praga                                                                    | Rep. Ceca                                                                | 4 – 0                                                                    | Austria                                                                  | Qual. Euro 2004                                                          | -                                                                        |                                                                          |
| 30-4-2003                                                                | Teplice                                                                  | Rep. Ceca                                                                | 4 – 0                                                                    | Turchia                                                                  | Amichevole                                                               | 1                                                                        |                                                                          |
| 11-6-2003                                                                | Olomouc                                                                  | Rep. Ceca                                                                | 5 – 0                                                                    | Moldavia                                                                 | Qual. Euro 2004                                                          | -                                                                        |                                                                          |
| 6-9-2003                                                                 | Minsk                                                                    | Bielorussia                                                              | 1 – 3                                                                    | Rep. Ceca                                                                | Qual. Euro 2004                                                          | -                                                                        |                                                                          |
| 10-9-2003                                                                | Praga                                                                    | Rep. Ceca                                                                | 3 – 1                                                                    | Paesi Bassi                                                              | Qual. Euro 2004                                                          | -                                                                        |                                                                          |
| 18-2-2004                                                                | Palermo                                                                  | Italia                                                                   | 2 – 2                                                                    | Rep. Ceca                                                                | Amichevole                                                               | 1                                                                        |                                                                          |
| 28-4-2004                                                                | Praga                                                                    | Rep. Ceca                                                                | 0 – 1                                                                    | Giappone                                                                 | Amichevole                                                               | -                                                                        |                                                                          |
| 2-6-2004                                                                 | Praga                                                                    | Rep. Ceca                                                                | 3 – 1                                                                    | Bulgaria                                                                 | Amichevole                                                               | 1                                                                        |                                                                          |
| 6-6-2004                                                                 | Teplice                                                                  | Rep. Ceca                                                                | 2 – 0                                                                    | Estonia                                                                  | Amichevole                                                               | -                                                                        |                                                                          |
| 15-6-2004                                                                | Aveiro                                                                   | Lettonia                                                                 | 1 – 2                                                                    | Rep. Ceca                                                                | Euro 2004 - 1º turno                                                     | -                                                                        |                                                                          |
| 19-6-2004                                                                | Aveiro                                                                   | Rep. Ceca                                                                | 3 – 2                                                                    | Paesi Bassi                                                              | Euro 2004 - 1º turno                                                     | -                                                                        |                                                                          |
| 27-6-2004                                                                | Porto                                                                    | Rep. Ceca                                                                | 3 – 0                                                                    | Danimarca                                                                | Euro 2004 - Quarti di finale                                             | -                                                                        |                                                                          |
| 1-7-2004                                                                 | Porto                                                                    | Grecia                                                                   | 1 – 0                                                                    | Rep. Ceca                                                                | Euro 2004 - Semifinale                                                   | -                                                                        |                                                                          |
| 18-8-2004                                                                | Praga                                                                    | Rep. Ceca                                                                | 0 – 0                                                                    | Grecia                                                                   | Amichevole                                                               | -                                                                        |                                                                          |
| 8-9-2004                                                                 | Amsterdam                                                                | Paesi Bassi                                                              | 2 – 0                                                                    | Rep. Ceca                                                                | Qual. Mondiali 2006                                                      | -                                                                        |                                                                          |
| 9-10-2004                                                                | Praga                                                                    | Rep. Ceca                                                                | 1 – 0                                                                    | Romania                                                                  | Qual. Mondiali 2006                                                      | -                                                                        |                                                                          |
| 13-10-2004                                                               | Erevan                                                                   | Armenia                                                                  | 0 – 3                                                                    | Rep. Ceca                                                                | Qual. Mondiali 2006                                                      | 1                                                                        |                                                                          |
| 17-11-2004                                                               | Skopje                                                                   | Macedonia                                                                | 0 – 2                                                                    | Rep. Ceca                                                                | Qual. Mondiali 2006                                                      | -                                                                        |                                                                          |
| 26-3-2005                                                                | Teplice                                                                  | Rep. Ceca                                                                | 4 – 3                                                                    | Finlandia                                                                | Qual. Mondiali 2006                                                      | 1                                                                        |                                                                          |
| 30-3-2005                                                                | Andorra la Vella                                                         | Andorra                                                                  | 0 – 4                                                                    | Rep. Ceca                                                                | Qual. Mondiali 2006                                                      | 1                                                                        |                                                                          |
| 4-6-2005                                                                 | Liberec                                                                  | Rep. Ceca                                                                | 8 – 1                                                                    | Andorra                                                                  | Qual. Mondiali 2006                                                      | 1                                                                        |                                                                          |
| 8-6-2005                                                                 | Teplice                                                                  | Rep. Ceca                                                                | 6 – 1                                                                    | Macedonia                                                                | Qual. Mondiali 2006                                                      | 1                                                                        |                                                                          |
| 8-10-2005                                                                | Praga                                                                    | Rep. Ceca                                                                | 0 – 2                                                                    | Paesi Bassi                                                              | Qual. Mondiali 2006                                                      | -                                                                        |                                                                          |
| 12-10-2005                                                               | Helsinki                                                                 | Finlandia                                                                | 0 – 3                                                                    | Rep. Ceca                                                                | Qual. Mondiali 2006                                                      | 1                                                                        |                                                                          |
| 12-11-2005                                                               | Oslo                                                                     | Norvegia                                                                 | 0 – 1                                                                    | Rep. Ceca                                                                | Qual. Mondiali 2006                                                      | -                                                                        |                                                                          |
| 16-11-2005                                                               | Praga                                                                    | Rep. Ceca                                                                | 1 – 0                                                                    | Norvegia                                                                 | Qual. Mondiali 2006                                                      | 1                                                                        |                                                                          |
| 1-3-2006                                                                 | Istanbul                                                                 | Turchia                                                                  | 2 – 2                                                                    | Rep. Ceca                                                                | Amichevole                                                               | -                                                                        |                                                                          |
| 26-5-2006                                                                | Innsbruck                                                                | Rep. Ceca                                                                | 2 – 0                                                                    | Arabia Saudita                                                           | Amichevole                                                               | -                                                                        |                                                                          |
| 12-6-2006                                                                | Gelsenkirchen                                                            | Rep. Ceca                                                                | 3 – 0                                                                    | Stati Uniti                                                              | Mondiali 2006 - 1º turno                                                 | 2                                                                        |                                                                          |
| 17-6-2006                                                                | Colonia                                                                  | Ghana                                                                    | 2 – 0                                                                    | Rep. Ceca                                                                | Mondiali 2006 - 1º turno                                                 | -                                                                        |                                                                          |
| 22-6-2006                                                                | Amburgo                                                                  | Italia                                                                   | 2 – 0                                                                    | Rep. Ceca                                                                | Mondiali 2006 - 1º turno                                                 | -                                                                        |                                                                          |
| 2-9-2006                                                                 | Teplice                                                                  | Rep. Ceca                                                                | 2 – 1                                                                    | Galles                                                                   | Qual. Euro 2008                                                          | -                                                                        | cap.                                                                     |
| 6-9-2006                                                                 | Bratislava                                                               | Slovacchia                                                               | 0 – 3                                                                    | Rep. Ceca                                                                | Qual. Euro 2008                                                          | -                                                                        | cap.                                                                     |
| 7-10-2006                                                                | Liberec                                                                  | Rep. Ceca                                                                | 7 – 0                                                                    | San Marino                                                               | Qual. Euro 2008                                                          | -                                                                        | cap.                                                                     |
| 11-10-2006                                                               | Dublino                                                                  | Irlanda                                                                  | 1 – 1                                                                    | Rep. Ceca                                                                | Qual. Euro 2008                                                          | -                                                                        | cap.                                                                     |
| 7-2-2007                                                                 | Bruxelles                                                                | Belgio                                                                   | 0 – 2                                                                    | Rep. Ceca                                                                | Amichevole                                                               | -                                                                        | cap.                                                                     |
| 24-3-2007                                                                | Praga                                                                    | Rep. Ceca                                                                | 1 – 2                                                                    | Germania                                                                 | Qual. Euro 2008                                                          | -                                                                        | cap.                                                                     |
| 28-3-2007                                                                | Liberec                                                                  | Rep. Ceca                                                                | 1 – 0                                                                    | Cipro                                                                    | Qual. Euro 2008                                                          | -                                                                        | cap.                                                                     |
| 2-6-2007                                                                 | Cardiff                                                                  | Galles                                                                   | 0 – 0                                                                    | Rep. Ceca                                                                | Qual. Euro 2008                                                          | -                                                                        | cap.                                                                     |
| 8-9-2007                                                                 | Serravalle                                                               | San Marino                                                               | 0 – 3                                                                    | Rep. Ceca                                                                | Qual. Euro 2008                                                          | 1                                                                        | cap.                                                                     |
| 12-9-2007                                                                | Praga                                                                    | Rep. Ceca                                                                | 1 – 0                                                                    | Irlanda                                                                  | Qual. Euro 2008                                                          | -                                                                        | cap.                                                                     |
| 17-11-2007                                                               | Praga                                                                    | Rep. Ceca                                                                | 3 – 1                                                                    | Slovacchia                                                               | Qual. Euro 2008                                                          | 1                                                                        | cap.                                                                     |
| 9-9-2009                                                                 | Teplice                                                                  | Rep. Ceca                                                                | 7 – 0                                                                    | San Marino                                                               | Qual. Mondiali 2010                                                      | -                                                                        |                                                                          |
| 10-10-2009                                                               | Praga                                                                    | Rep. Ceca                                                                | 2 – 0                                                                    | Polonia                                                                  | Qual. Mondiali 2010                                                      | -                                                                        |                                                                          |
| 14-10-2009                                                               | Praga                                                                    | Rep. Ceca                                                                | 0 – 0                                                                    | Irlanda del Nord                                                         | Qual. Mondiali 2010                                                      | -                                                                        |                                                                          |
| 3-3-2010                                                                 | Glasgow                                                                  | Scozia                                                                   | 1 – 0                                                                    | Rep. Ceca                                                                | Amichevole                                                               | -                                                                        | cap.                                                                     |
| 11-8-2010                                                                | Liberec                                                                  | Rep. Ceca                                                                | 4 – 1                                                                    | Lettonia                                                                 | Amichevole                                                               | -                                                                        | cap.                                                                     |
| 7-9-2010                                                                 | Olomouc                                                                  | Rep. Ceca                                                                | 0 – 1                                                                    | Lituania                                                                 | Qual. Euro 2012                                                          | -                                                                        | cap.                                                                     |
| 8-10-2010                                                                | Praga                                                                    | Rep. Ceca                                                                | 1 – 0                                                                    | Scozia                                                                   | Qual. Euro 2012                                                          | -                                                                        | cap.                                                                     |
| 12-10-2010                                                               | Vaduz                                                                    | Liechtenstein                                                            | 0 – 2                                                                    | Rep. Ceca                                                                | Qual. Euro 2012                                                          | -                                                                        | cap.                                                                     |
| 17-11-2010                                                               | Aarhus                                                                   | Danimarca                                                                | 0 – 0                                                                    | Rep. Ceca                                                                | Amichevole                                                               | -                                                                        | cap.                                                                     |
| 9-2-2011                                                                 | Pola                                                                     | Croazia                                                                  | 4 – 2                                                                    | Rep. Ceca                                                                | Amichevole                                                               | 1                                                                        | cap.                                                                     |
| 25-3-2011                                                                | Granada                                                                  | Spagna                                                                   | 2 – 1                                                                    | Rep. Ceca                                                                | Qual. Euro 2012                                                          | -                                                                        | cap.                                                                     |
| 29-3-2011                                                                | Teplice                                                                  | Rep. Ceca                                                                | 2 – 0                                                                    | Liechtenstein                                                            | Qual. Euro 2012                                                          | -                                                                        | cap.                                                                     |
| 10-8-2011                                                                | Oslo                                                                     | Norvegia                                                                 | 3 – 0                                                                    | Rep. Ceca                                                                | Amichevole                                                               | -                                                                        | cap.                                                                     |
| 3-9-2011                                                                 | Glasgow                                                                  | Scozia                                                                   | 2 – 2                                                                    | Rep. Ceca                                                                | Qual. Euro 2012                                                          | -                                                                        | cap.                                                                     |
| 7-10-2011                                                                | Praga                                                                    | Rep. Ceca                                                                | 0 – 2                                                                    | Spagna                                                                   | Qual. Euro 2012                                                          | -                                                                        | cap.                                                                     |
| 11-11-2011                                                               | Praga                                                                    | Rep. Ceca                                                                | 2 – 0                                                                    | Montenegro                                                               | Qual. Euro 2012                                                          | -                                                                        | cap.                                                                     |
| 15-11-2011                                                               | Podgorica                                                                | Montenegro                                                               | 0 – 1                                                                    | Rep. Ceca                                                                | Qual. Euro 2012                                                          | -                                                                        | cap.                                                                     |
| 8-6-2012                                                                 | Breslavia                                                                | Russia                                                                   | 4 – 1                                                                    | Rep. Ceca                                                                | Euro 2012 - 1º turno                                                     | -                                                                        | cap.                                                                     |
| 12-6-2012                                                                | Breslavia                                                                | Rep. Ceca                                                                | 2 – 1                                                                    | Grecia                                                                   | Euro 2012 - 1º turno                                                     | -                                                                        | cap.                                                                     |
| 6-2-2013                                                                 | Manisa                                                                   | Rep. Ceca                                                                | 2 – 0                                                                    | Turchia                                                                  | Amichevole                                                               | -                                                                        | cap.                                                                     |
| 22-3-2013                                                                | Olomouc                                                                  | Rep. Ceca                                                                | 0 – 3                                                                    | Danimarca                                                                | Qual. Mondiali 2014                                                      | -                                                                        |                                                                          |
| 26-3-2013                                                                | Erevan                                                                   | Armenia                                                                  | 0 – 3                                                                    | Rep. Ceca                                                                | Qual. Mondiali 2014                                                      | -                                                                        | cap.                                                                     |
| 7-6-2013                                                                 | Praga                                                                    | Rep. Ceca                                                                | 0 – 0                                                                    | Italia                                                                   | Qual. Mondiali 2014                                                      | -                                                                        | cap.                                                                     |
| 6-9-2013                                                                 | Praga                                                                    | Rep. Ceca                                                                | 1 – 2                                                                    | Armenia                                                                  | Qual. Mondiali 2014                                                      | 1                                                                        | cap.                                                                     |
| 10-9-2013                                                                | Torino                                                                   | Italia                                                                   | 2 – 1                                                                    | Rep. Ceca                                                                | Qual. Mondiali 2014                                                      | -                                                                        | cap.                                                                     |
| 5-3-2014                                                                 | Praga                                                                    | Rep. Ceca                                                                | 2 – 2                                                                    | Norvegia                                                                 | Amichevole                                                               | 1                                                                        | cap.                                                                     |
| 3-9-2014                                                                 | Praga                                                                    | Rep. Ceca                                                                | 0 – 1                                                                    | Stati Uniti                                                              | Amichevole                                                               | -                                                                        | cap.                                                                     |
| 9-9-2014                                                                 | Praga                                                                    | Rep. Ceca                                                                | 2 – 1                                                                    | Paesi Bassi                                                              | Qual. Euro 2016                                                          | -                                                                        | cap.                                                                     |
| 10-10-2014                                                               | Istanbul                                                                 | Turchia                                                                  | 1 – 2                                                                    | Rep. Ceca                                                                | Qual. Euro 2016                                                          | -                                                                        | cap.                                                                     |
| 16-11-2014                                                               | Plzeň                                                                    | Rep. Ceca                                                                | 2 – 1                                                                    | Islanda                                                                  | Qual. Euro 2016                                                          | -                                                                        | cap.                                                                     |
| 28-3-2015                                                                | Praga                                                                    | Rep. Ceca                                                                | 1 – 1                                                                    | Lettonia                                                                 | Qual. Euro 2016                                                          | -                                                                        | cap.                                                                     |
| 12-6-2015                                                                | Reykjavík                                                                | Islanda                                                                  | 2 – 1                                                                    | Rep. Ceca                                                                | Qual. Euro 2016                                                          | -                                                                        | cap.                                                                     |
| 27-5-2016                                                                | Praga                                                                    | Rep. Ceca                                                                | 6 – 0                                                                    | Malta                                                                    | Amichevole                                                               | -                                                                        | cap.                                                                     |
| 1-6-2016                                                                 | Innsbruck                                                                | Rep. Ceca                                                                | 2 – 1                                                                    | Russia                                                                   | Amichevole                                                               | 1                                                                        | cap.                                                                     |
| 5-6-2016                                                                 | Praga                                                                    | Rep. Ceca                                                                | 1 – 2                                                                    | Corea del Sud                                                            | Amichevole                                                               | -                                                                        | cap.                                                                     |
| 13-6-2016                                                                | Tolosa                                                                   | Spagna                                                                   | 1 – 0                                                                    | Rep. Ceca                                                                | Euro 2016 - 1º turno                                                     | -                                                                        | cap.                                                                     |
| 17-6-2016                                                                | Saint-Étienne                                                            | Rep. Ceca                                                                | 2 – 2                                                                    | Croazia                                                                  | Euro 2016 - 1º turno                                                     | -                                                                        | cap.                                                                     |
| Totale                                                                   |                                                                          | Presenze (3º posto)                                                      | 105                                                                      |                                                                          | Reti (4º posto)                                                          | 23                                                                       |                                                                          |

## Palmarès

### Club
- Campionato ceco: 2

Sparta Praga: 1998-1999, 1999-2000
- Campionato tedesco: 1

Borussia Dortmund: 2001-2002
- Coppa d'Inghilterra: 2

Arsenal: 2013-2014, 2014-2015
- Community Shield: 2

Arsenal: 2014, 2015

### Individuale
- Calciatore ceco dell'anno: 3

2001, 2002, 2006
- Zlatý míč: 1

2002